# Al Taliaferro

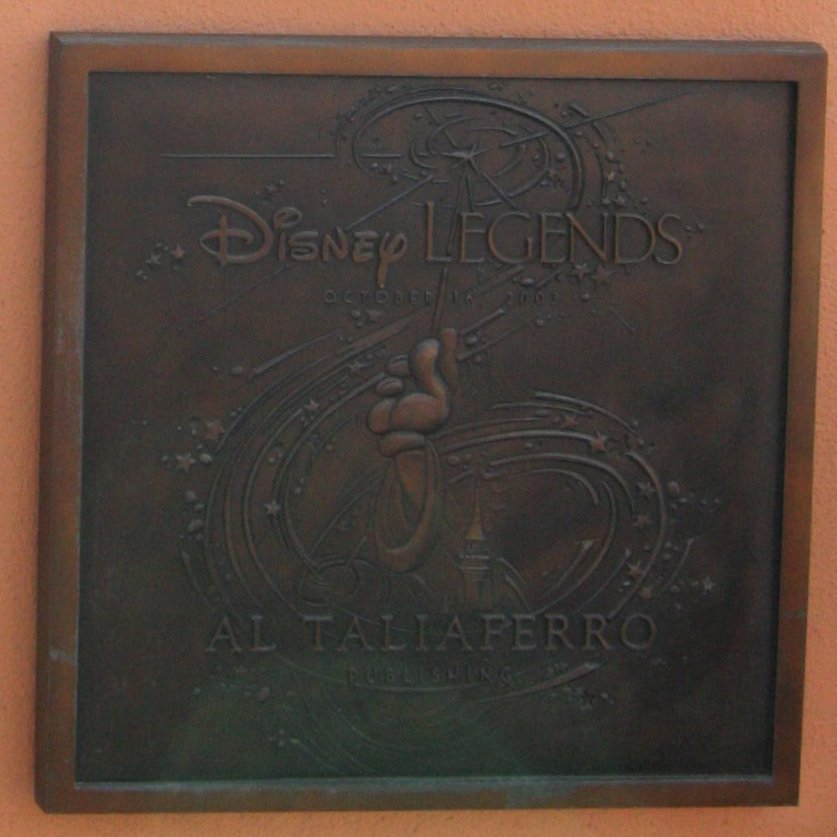
Tablica „Disney Legends” poświęcona Al'owi Taliaferro

Charles Alfred Taliaferro, znany jako Al Taliaferro (ur. 29 sierpnia 1905 w Montrose, Kolorado, zm. 3 lutego 1969 w Los Angeles) – amerykański rysownik komiksów związany z The Walt Disney Company. Wiele ze scenariuszy do jego komiksów napisał Bob Karp.

## Twórczość
Jest znany przede wszystkim dzięki komiksom z Kaczorem Donaldem, lecz już wcześniej pisał teksty w dymkach pasków komiksowych z Myszką Miki, w 1932 roku rysował komiksy z Buckym Bugiem, a także strony Silly Symphonies od 1932 do 1939 roku. Taliaferro stworzył szereg postaci takich jak Hyzio, Dyzio i Zyzio, Kaczka Daisy, pies Maluch i Babcia Kaczka, jest również twórcą samochodu Donalda: „trzystatrzynastki". Rysował paski komiksowe z Kaczorem Donaldem od 1936 do swojej śmierci w 1969 roku.
W latach 1994–1999 w czasopiśmie Kaczor Donald ukazywały się serie krótkich komiksów („Zawsze śmieszne”) i pasków komiksowych („Najkrótsze komiksy Kaczora Donalda”). Zdecydowaną większość tych komiksów stanowiły dzieła Ala Taliaferro.
Kiedyś paski Taliaferro były wydawane w miesięczniku Gigant Poleca (po dwa paski) i półroczniku Gigant Mamut (cztery paski).